# Swedish Academy of Realist Art

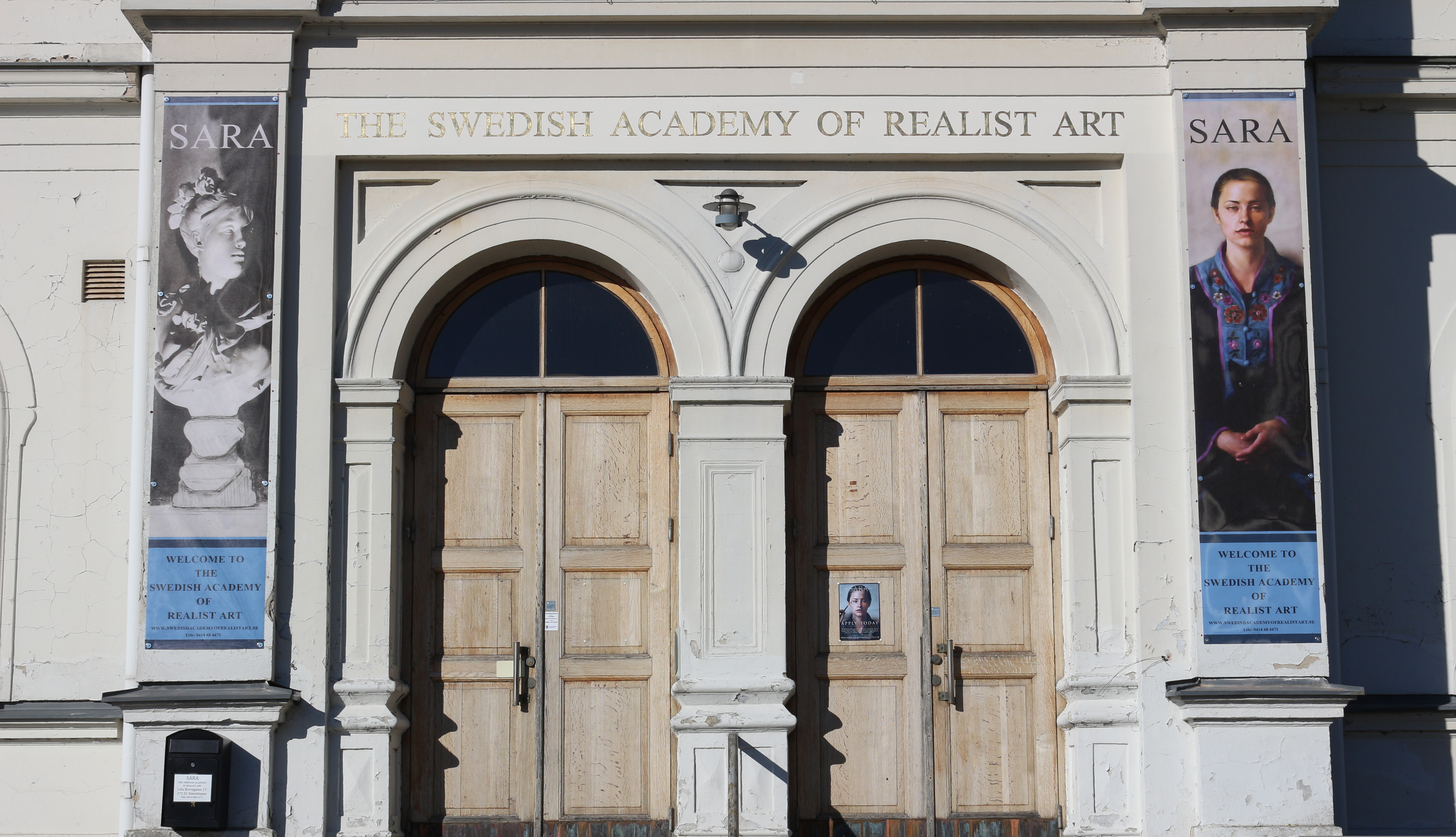
Swedish Academy of Realist Arts entré

Swedish Academy of Realist Art (SARA), före 2015 Atelier Stockholm, är en 2006 grundad svensk konstskola i Simrishamn. Den bedriver en treårig utbildning i realistisk teckning och målning.
Skolan flyttade 2015 från Stockholm till Simrishamn där den idag driver sin verksamhet i Västra Park-byggnaden, Lilla Norregatan 17. Skolan grundades av Sanna Tomac och Hans Szameit, båda utbildade vid Florence Academy i Italien. Idag har skolan 35 studerande och blivande konstnärer kommer från hela världen för att lära sig måla realistisk konst.